# Tamme puiestee
Le boulevard du Chêne (estonien : Tamme puiestee) est une voie du quartier Tammelinn de Tartu en Estonie.

## Présentation
Tamme puiestee part du stade de Tamme et s'étend principalement sur deux voies distinctes qui se rejoignent entre la rue Soinaste tänav et la rue Raja tänav. 
La longueur de la rue est d'environ 2,3 km.
L'école de Tamme est située entre les rues Tamme puistee, Kesk kaare et Suur kaare.
L'étang de l'école de Tamme est en bordure de la rue.

## Lieux et bâtiments

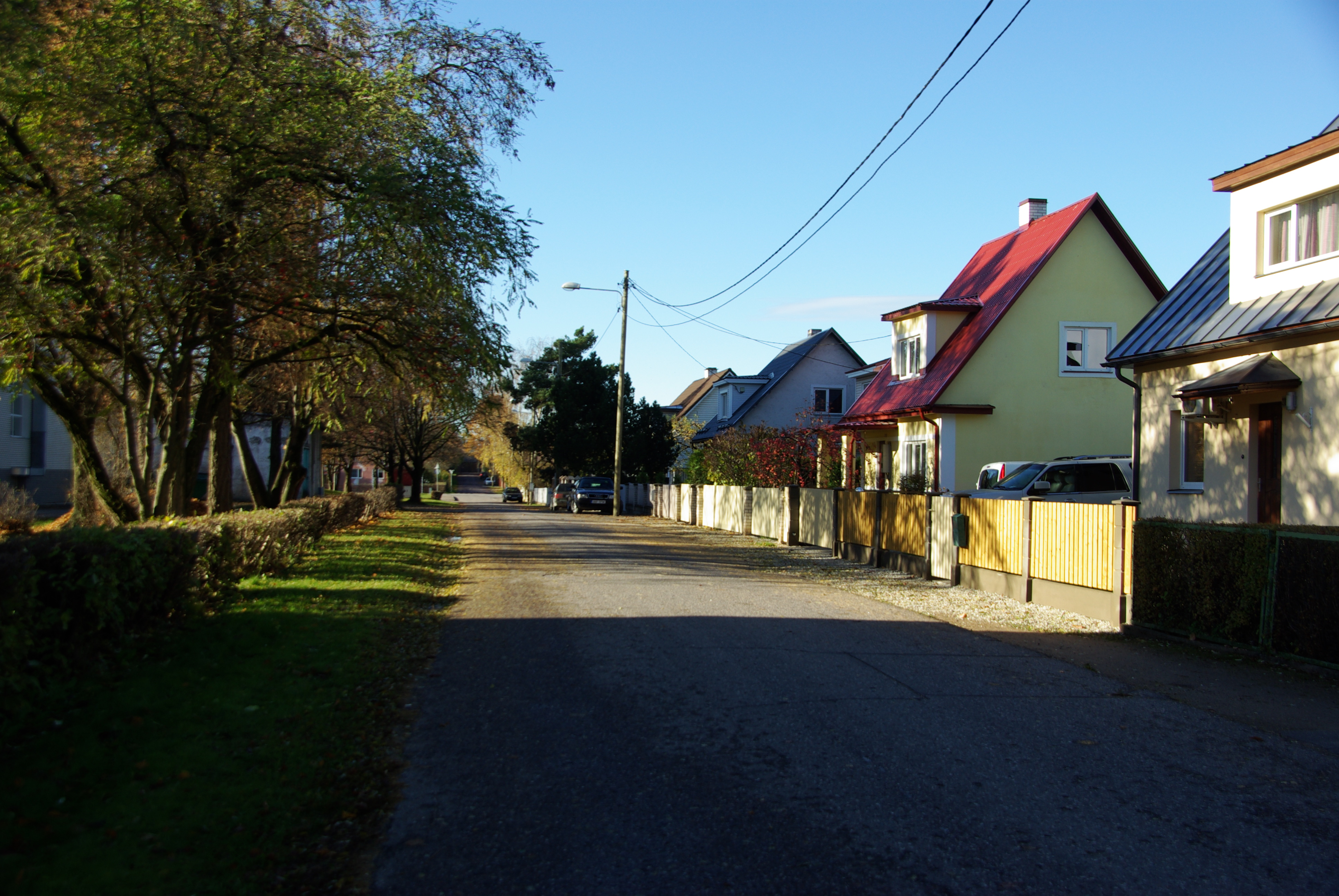
Tamme puiestee.
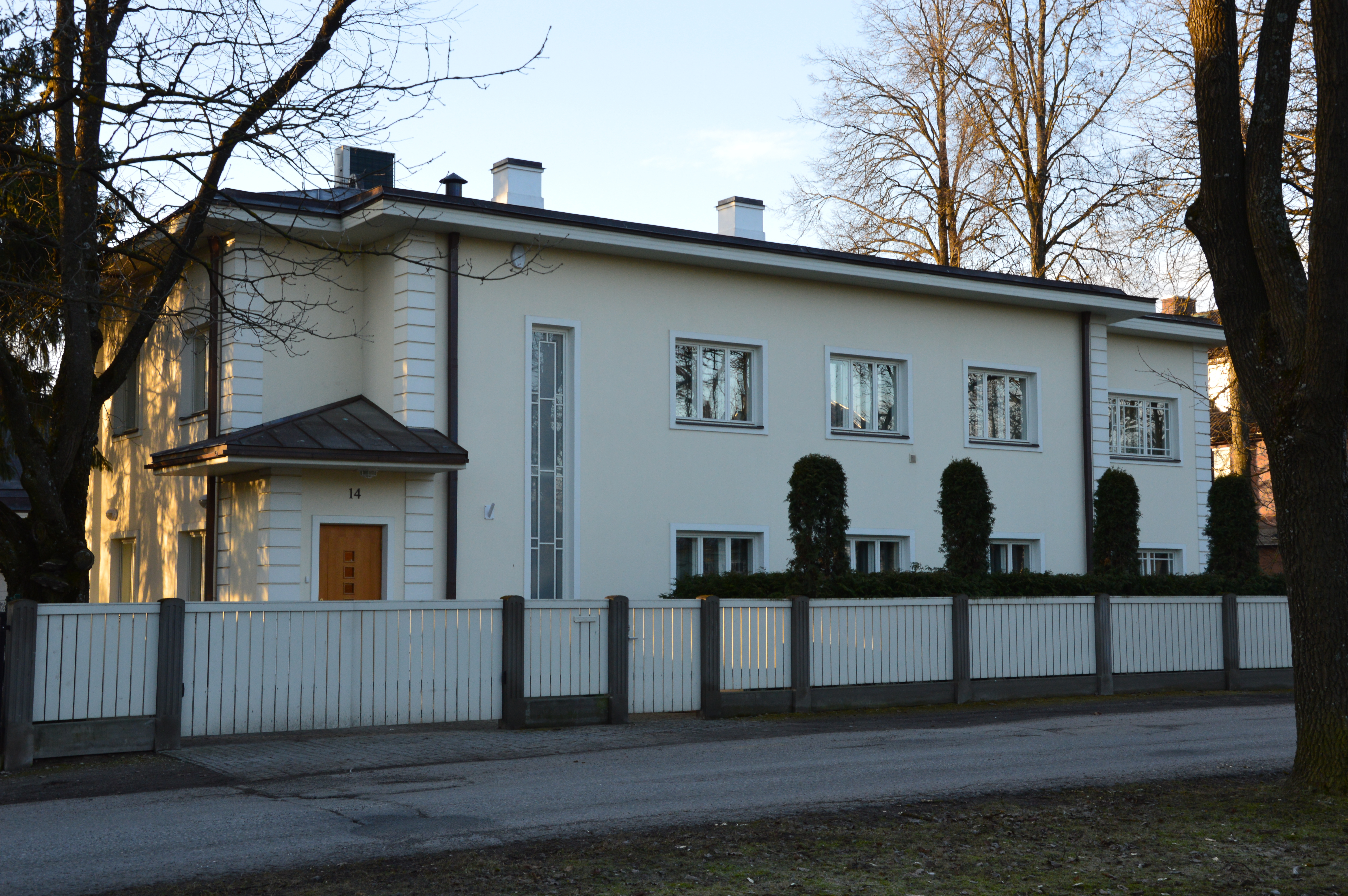
Tamme 14
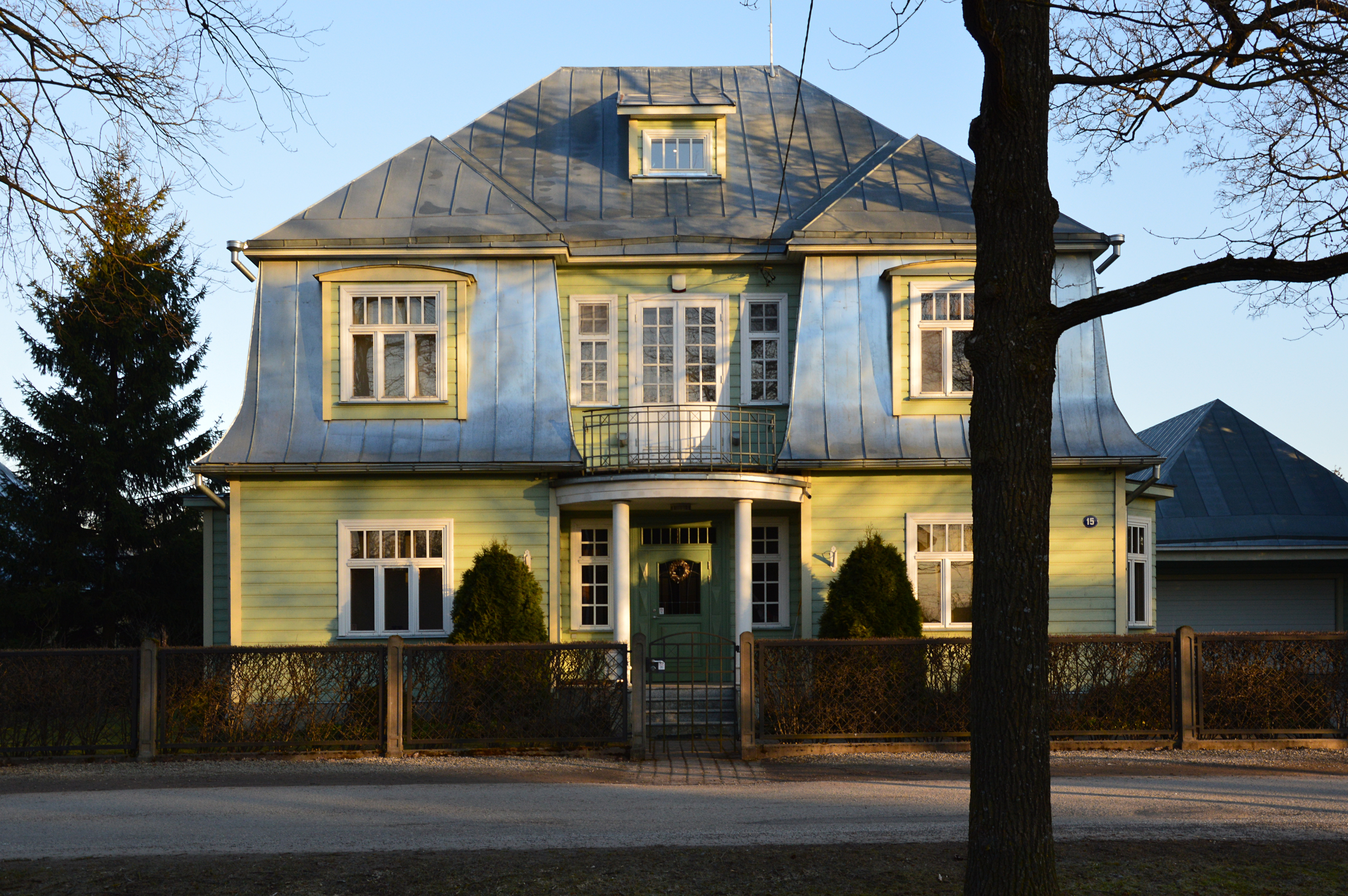
Tamme 15
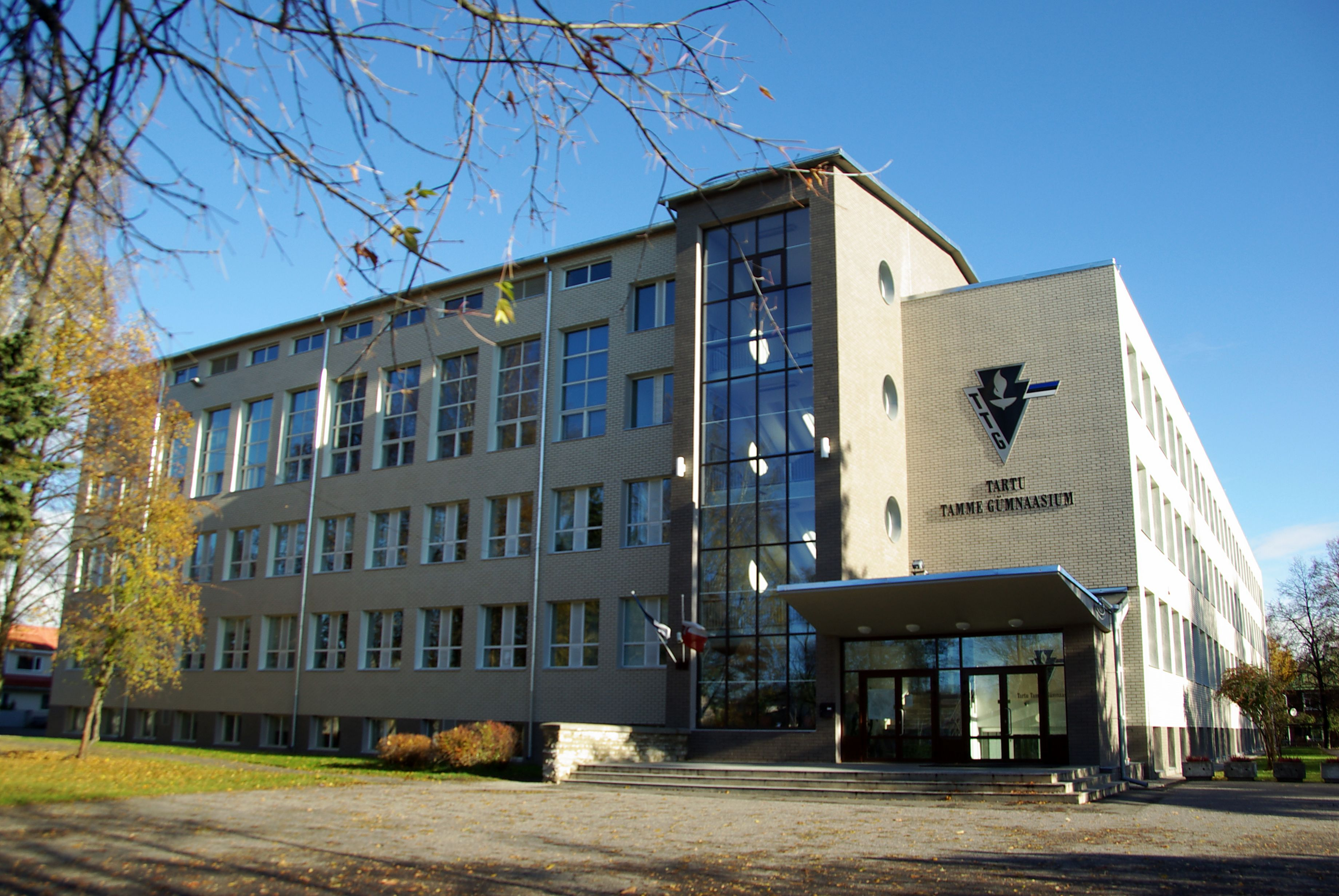
Tamme 24a